# 夢野久作
夢野 久作（ゆめの きゅうさく、1889年〈明治22年〉1月4日 - 1936年〈昭和11年〉3月11日）は、日本の小説家。陸軍少尉、禅僧、新聞記者、郵便局長という経歴も持つ。幼名は直樹、出家名は杉山泰道（すぎやまやすみち）、禅僧としての名は雲水（うんすい）、号は萠圓、柳号は三八。
三大奇書の一つ『ドグラ・マグラ』をはじめ、田舎の風土を醸したホラー、怪奇幻想の色濃い作風で名高い。詩や短歌に長け『白髪小僧』中の神話、『猟奇歌』などに代表される。絵もよくし、初期には『九州日報』で童話や今でいう一コマ漫画を描いた。
父は政界の黒幕と呼ばれた玄洋社の杉山茂丸。長男はインド緑化の父と言われる杉山龍丸。三男は詩人の杉山参緑。「夢野久作と杉山三代研究会」の杉山満丸は孫。
1936年（昭和11年）3月11日脳溢血で死亡、享年47。

## 生涯
1889年（明治22年）1月4日、杉山茂丸、ホトリ（旧姓: 高橋）夫妻の長男として福岡県福岡市小姓町に生まれる。祖父杉山三郎平から、弘道館記述義、四書五経、謡曲と仕舞を学ぶ。1892年（明治25年）元黒田藩能楽師範、喜多流の梅津只圓の下、能楽修業に入門。
大名尋常小学校（現福岡市立大名小学校）、尋常高等小学校を卒業。福岡県立中学修猷館（現福岡県立修猷館高等学校）に入学、宗教、文学、音楽、美術に凝り、テニスに夢中になる。
1908年（明治40年）修猷館卒業。同年、茂丸が福岡の祖母と母を東京に呼ぶことを条件に徴兵検査を受け、一年志願兵として近衛歩兵第一聯隊に配属される。
1909年、一年志願兵の訓練を終える。杉山農園創立。
除隊後、文学と絵画・美術への興味から1911年（明治44年）に慶應義塾大学部予科文学科に入学し、歴史を専攻。翌1912年（明治45年）在学中に見習士官としての将校教育を受け、陸軍歩兵少尉に任官。
1913年（大正2年）、文弱を嫌う父茂丸の命により、慶應義塾大学部を中退し、福岡に帰り数名で杉山農園を営むものの失敗に終わったが、後の創作に影響を与えることになる。その後、1915年（大正4年）東京市文京区本郷の喜福寺にて出家し「杉山泰道」と改名し、法号を萠圓とする。
1916年、奈良や京都で修行し、吉野山や大台ケ原山に入る。しかし、2年ほどで僧名泰道のまま還俗し、1917年に農園経営に戻る。同年ごろより、父杉山茂丸門下生が創刊した雑誌『黒白』などにエッセイなどを書くようになる。
1918年（大正7年）、鎌田クラ（福岡市荒戸町）と結婚、鎌倉長谷の杉山家で式を挙げる（4月25日、入籍は4月18日）。喜多流教授となる。
1920年、父が社主を務めたこともある九州日報社（現『西日本新聞』）の新聞記者となる。同紙にルポルタージュや童話を掲載するようになる。
1922年「きのこ会議」を『九州日報』に発表。同年、杉山萠圓の筆名で童話『白髪小僧』を誠文堂から刊行した。
1923年（大正12年）9月1日、関東大震災で築地の杉山茂丸の自宅が炎上、九州日報社特派記者として上京、多くのスケッチを残す。1924年3月1日、九州日報社を退社。
1926年（大正15年）、5月11日の日記に「終日精神生理学の原稿を書く」とあるように、『ドグラ・マグラ』の原型となるものの執筆が始まったが構想などはより以前からあったと考えられる。同年3月16日には日本で初めて切絵を使った童話『ルルとミミ』を九州日報夕刊に発表する。さらに同年には九州日報社が経営困難となり、東京で父、頭山満、内田良平らと共に資金集めに奔走した。同年5月上浣「あやかしの鼓」を雑誌『新青年』の懸賞に発表して同率二等に入選し、文壇入りを果たす。「夢野久作」の筆名は、息子の作品を読んだ父茂丸が「夢野久作の書いたごたる小説じゃねー」と評したことから、それをそのまま筆名としたものである。「夢野久作」とは昔の博多の方言で「人の考えないようなことを言う人」のことである。以後、本格的に『新青年』や『ぷろふいる』などの雑誌に投稿するようになり、童話は書かなくなる。
江戸川乱歩は『あやかしの鼓』をあまり評価しなかったのだが、1929年（昭和4年）に発表した『押絵の奇蹟』については感銘を受けたと評した。
さらに、1932年（昭和7年）『新青年』に発表した『斜坑』について、江戸川乱歩は「非常に感情が豊かで感心した」と称賛した。
1930年（昭和5年）5月1日に福岡市黒門三等郵便局長を拝命する。
1933年（昭和8年）『新青年』に『氷の涯』を発表。
1934年、「骸骨の黒穂」を『オール讀物』に発表。
構想、執筆に10年以上をかけた代表作『ドグラ・マグラ』が、1935年（昭和10年）1月に松柏館書店から刊行され、出版記念会が東京（1月26日）と福岡（5月4日）で催された。同年7月19日、父杉山茂丸が脳溢血のため、東京麹町三年町の自宅で死去。
翌1936年3月11日朝、渋谷区南平台町の自宅で死去。
死後は父と同じ墓、福岡市の一行寺に葬られ、久作自身が生前刻んだ墓標がある。戒名は悟真院吟園泰道居士。
なお、代表作『ドグラ・マグラ』は、1988年（昭和63年）、桂枝雀主演で映画化された。

## 家族
肥前の戦国大名龍造寺隆信の末裔である。
- 祖父・福岡藩士杉山三郎平
- 父・杉山茂丸
- 実母・ホトリ - 福岡藩士・大島義賢の長女。女子師範学校卒。家風に合わないとして久作2歳のときに離縁させられたのち、福岡日々新聞社の高橋群稲（宗硯）と再婚し三児を儲けた。
- 継母・幾茂
- 妻・クラ - 鎌田昌一の三女
- 長男・杉山龍丸
- 二男・三苫鉄児 - 中学教員。同和教育に力を入れ、福岡部落史研究会の副会長を務めるなど、福岡の有力な部落問題研究者[25]。
- 三男・杉山参緑 - 詩人
- 孫・杉山満丸 - 龍丸の子

## 作品の特徴
夢野久作のいくつかの作品には特徴的な手法が採られている。
- 1人称の語りで事件の顛末を明かしていく独白体形式作品としては、『犬神博士』『氷の涯』『悪魔祈祷書』『支那米の袋』などが挙げられる[26]。
- 同じ1人称でも、書簡をそのまま地の文として作品とする書簡体形式の作品としては、『瓶詰の地獄』『少女地獄』『押絵の奇蹟』などがある。『ドグラ・マグラ』も全体の半分以上が書簡体形式によって構成されている。
- 作品の大きな特徴の一つである笑い声は以上二つの要素に含まれる。
- 久作におけるカタカナの位置は特殊であり、形容詞、副詞、動詞が「イマイマシイ」「タマラナイ」「モノズゴイ」「コダワッた」などと片仮名が多用されることも特徴として挙げられる。
- 『ドグラ・マグラ』の冒頭をはじめ、三点リーダが多用されていることも挙げられる。

## 評価
- 処女作『あやかしの鼓』について、甲賀三郎は「私はこの作を読んだ時に直ぐ好いなあと思った」、平林初之輔は「はじめの方は、私には相当読みづらかったが三分の一くらいくると段々面白くなった」、小酒井不木は「私一人の好みから言えば、（山本禾太郎「窓」と比べて）この方が遥かに面白く、且つ印象が深かった」と評した。その一方江戸川乱歩は「幼稚な所が目について、どう考えなおしても推奨すべき長所が理解出来ない」と評した[27]。
- 『ドグラ・マグラ』について、江戸川乱歩は「わけのわからぬ小説」と評した。鶴見俊輔は「作者の親子関係が集約されているもの」と分析している。

## 作品
初出を併記する。太字は名義。

### 夢野久作 名義
夢野久作 作品リスト
- あやかしの鼓 / 『新青年』大正15年10月
- 夫人探索 /『探偵趣味』昭和2年3月
- ゐなか、の、じけん /（初出については該作品リンク参照）
- 人の顔 /『新青年』昭和3年3月
- 月蝕 /『猟奇』昭和3年8月
- 瓶詰の地獄 /『猟奇』昭和3年10月
- 死後の恋 /『新青年』昭和3年10月
- 涙のアリバイ /『猟奇』「手先表情映画脚本」の題で昭和3年11月発表。『日本探偵小説全集 第十一篇 夢野久作集』収録時改稿があり左の表題になる。
- 押絵の奇蹟 /『新青年』昭和4年1月
- 微笑（ほほゑみ）/『猟奇』昭和4年2月
- 支那米の袋 /『新青年』昭和4年4月
- 鉄槌（かなづち） /『新青年』昭和4年7月
- 空（くう）を飛ぶパラソル /『新青年』昭和4年第10巻第12号
- 復讐
- 卵 /『猟奇』昭和4年10月
- 童貞 /『新青年』昭和5年8月号。日本小説文庫『瓶詰地獄』に収められる際大幅な改稿。
- 奥様探偵術 /『婦人サロン』昭和5年10月
- 一足お先に
- 冗談に殺す
- 霊感！ /『猟奇』昭和6年3月、4月
- ココナットの実 /『新青年』昭和6年4月
- 犬神博士
- 超人鬚野博士
- 斜坑 /『新青年』昭和7年4月
- 怪夢
  - 工場 /『文学時代』昭和6年10月
  - 空中 /『文学時代』昭和6年10月
  - 街路 /『文学時代』昭和6年10月
  - 病院 /『文学時代』昭和6年10月
  - 七本の海藻 /『探偵クラブ 3号』昭和7年6月
  - 硝子世界 /『探偵クラブ 3号』昭和7年6月
- 焦点を合せる /『文学時代』昭和7年4月。『日本小説文庫』（昭和8年5月15日）に収められた時は「焦点（フオカス）を合せる」と改題され若干の加筆がされる。
- 狂人は笑ふ /『文学時代』昭和7年7月
- 幽霊と推進機（スクリユウ） /『新青年』昭和7年10月
- ビルヂング /『探偵クラブ』昭和7年10月
- キチガヒ地獄 /『改造』昭和7年11月
- 老巡査 /『オール讀物』昭和7年12月
- けむりを吐かぬ煙突 /『新青年』昭和8年1月
- 縊死体 /『探偵クラブ』昭和8年1月
- 暗黒公使（ダーク・ミニスター） / 新潮社『新作探偵小説全集』の第九巻より書き下ろし 昭和8年1月
- 氷の涯 /『新青年』昭和8年2月
- 爆弾太平記 /『オール讀物』昭和8年6月、7月
- 白菊 /『新青年』昭和8年11月
- 斬られたさに /『大衆倶楽部』昭和9年1月
- 山羊鬚編集長
- 難船小僧（S･O･S･BOY） /『新青年』昭和9年3月
- 衝突心理 /『モダン日本』昭和9年5月
- 近眼芸妓（げいしや）と迷宮事件 /『富士』昭和9年10月
- 白くれなゐ /『ぷろふいる』昭和9年11月
- 骸骨の黒穂（がいこつのくろんぼ）
- 少女地獄
- 木魂（すだま） /『ぷろふいる』昭和9年5月
- ドグラ・マグラ / 昭和10年1月15日、松柏館書店より単行本で発行
- S岬西洋夫人絞殺事件 /『文藝春秋』昭和10年8月
- 笑ふ唖女
- 超人鬚野博士
- 二重心臓 /『オール讀物』昭和10年9月から11月
- 眼を開く
- 巡査辞職
- 無系統虎列刺（むけいとうコレラ） /『衆文』昭和9年5月
- 人間レコード /『現代』昭和11年1月
- 髪切虫 /『ぷろふいる』昭和11年1月
- 継子（ままこ）/『令女界』昭和11年2月
- 人間腸詰（にんげんそうせえじ） /『新青年』昭和11年3月 夢の久作
- 悪魔祈祷書 /『サンデー毎日特別号』昭和11年3月
- 名娼満月 /昭和11年4月15日の『富士』臨時増刊号（第九巻第五号）[29]
- 女抗主
- 戦場 /『改造』昭和11年5月
- 冥土行進曲 /『新青年』昭和11年6月
- 芝居狂冒険 /『ぷろふいる』昭和11年6月
- オンチ /『講談倶楽部』昭和11年11月
- 名君忠之
- 狂歌師赤猪口兵衛

エッセイ他
- 近世快人伝 /『新青年』昭和10年4月号から10月
- 夢野久作. “父杉山茂丸を語る”. 青空文庫. 2023年2月12日閲覧。
- 鼻の表現
- 呑仙士（ノンセンス）
- ビール会社征伐
- 探偵小説の正体
- 探偵小説の真使命
- 甲賀三郎氏に答ふ
- 能とは何か
- 所感
- 江戸川乱歩氏に対する私の感想
- 涙香・ポー・それから
- 挿絵と闘つた話
- 路傍の木乃伊
- 書けない探偵小説
- スランプ
- 私の好きな読みもの
- 創作人物の名前について
- 探偵小説漫想
- 猟奇歌

### 海若藍平 名義
- 青水仙、赤水仙 /『九州日報』大正11年12月11日
- 犬と人形
- 白椿 /『九州日報』大正11年12月15日から18日
- 黒い頭 /『九州日報』大正11年12月26日から27日
- 若返り薬 /『九州日報』大正12年1月6日から9日
- クチマネ /『九州日報』大正12年1月10日から13日
- 章魚の足
- 虫の生命（いのち） /『九州日報』大正12年1月15日から17日
- 雪の塔 /『九州日報』大正12年2月3日から9日
- キヽリツヽリ /『九州日報』大正12年2月13日から16日
- お菓子の大舞踏会 /『九州日報』大正12年3月15日から19日
- ドン

エッセイ他
- 博多ツ児の定義 /『九州日報』大正15年2月15日
- 即身成仏 /『九州日報』大正15年3月1日

### 香倶土三鳥 名義
- 虻のおれい
- 医者と病人
- 梅のにほひ
- 鉛筆のシン
- お金とピストル
- がちゃ〳〵
- 先生の眼玉に /『九州日報』大正13年2月2日から3日
- 雨ふり坊主 /『九州日報』大正14年9月2日から3日
- 鷹とひらめ
- 狸と与太郎
- ツク〳〵法師
- 電信柱と黒雲
- 人形と狼
- 奇妙な遠眼鏡 /『九州日報』大正14年9月17日から23日
- 二つの鞄
- 二人の男と荷車曳き
- 森の神
- 約束
- オシャベリ姫 /『九州日報』大正14年9月25日から10月23日　かぐつちみどり

### 杉山萠圓 名義
- 外人の見たる日本及日本青年『黒白』大正7年3月から7月、五回に渡り「日本の青年諸君に望む」の表題で連載〔初出は「外人某氏談、TS生記」署名。単行本奥付では杉山泰道になっている。〕[30]。
- 白髪（しらが）小僧 /単行本『白髪小僧』大正11年11月8日[注釈 6]
- 梅津只円翁伝
- 街頭から見た新東京の裏面
- 黒白（こくびゃく）ストーリー
- 東京人の堕落時代[注釈 7]
- 繋驢橛（けいろけつ） /『黒白』大正7年11月
- 三等哲学 /『黒白』大正8年1月
- 頭が象徴する文化 /『九州日報』大正14年11月16日
- 片仮名崇拝 /『九州日報』大正15年3月1日

### 土原耕作 名義
- 懐中時計
- 蚤と蚊
- 豚と猪
- 蛇と蛙
- ペンとインキ

### 朴平 名義
- 柱時計 /『黒白』大正6年5月から7月（「黒白草（白黒艸）」内の一篇）
- 或夜の夢 /『黒白』大正6年7月（同上）
- 空地 /『黒白』大正6年8月（同上）
- 顔 /『黒白』大正6年9月（同上）
- H嬢 /『黒白』大正6年10月（同上）
- 田園の正月 /『黒白』大正7年1月
- 夜汽車の活劇 /『黒白』大正7年3月（同上）
- 最後の一絞（ひとし）め /『黒白』大正7年6月から8月（同上）。初出時の表題は「露国俘虜（日露戦争当時の）」
- 田園生活 /『黒白』大正7年2、4、5月
- 露国俘虜（日露戦争当時の） /『黒白』大正7年6月から8月（同上）。 のちの「最後の一絞め」

エッセイ他
- 新聞を読み乍ら /『黒白』大正6年5、6月、翌年5、6月の4回

### その他の名義
- 二人の幽霊 /単行本『外人の見たる日本及日本青年』に書き下ろし
- 五法（フラン）の金貨 /単行本『外人の見たる日本及日本青年』に書き下ろし
- 赤の意義 /『黒白』大正7年6月、初出は米国ヴアキユム著、青衫生（せいさんせい）訳
- 謡曲徒然草 /『黒白』大正6年3月から翌年2月の8回に渡り連載された「謡曲黒白談」のうち5篇を抜萃再構成し『外人の見たる日本及日本青年』に題を変え収められたもの。沙門萠圓、または、萠圓
- 中学生 /『黒白』大正7年3月から8月、鈍骨
- 雲煙録 /『黒白』大正8年1月、たいどう
- 正夢 /『九州日報』大正8年4月21日、萠圓
- 猿小僧 /『九州日報』大正9年1月1日、萠圓山人
- 三つの眼鏡 /『九州日報』大正11年12月3日（無署名）
- 侏儒 /『黒白』大正14年10月から翌2月、若い男女七人の合作と署名、「博文館編輯部懸賞小説」の探偵小説部門で選外佳作となったときは杉山泰道本名で応募
- 豚吉とヒョロ子 /『九州日報』大正15年1月16日から3月14日、三鳥山人（みどりさんじん）
- ルルとミミ /『九州日報』大正15年3月15日から4月1日、とだけんさくぐわ

エッセイ他
- 阿蘇紀行 /『修猷館同窓会雑誌 第十七号』明治41年3月22日、杉山直樹。今のところ活字になった久作の文章の中では最も古いと思われる。
- 物価騰貴に就て /『黒白』大正7年11月、泰道生
- 芭蕉扇 /『黒白』大正7年12月、丘隅道人談、萌園筆記
- 両重関 /『黒白』大正8年2月、青衫居士

川柳関係の執筆
- 赤泥社例会 /『九州日報』大正7年11月29日、2月1日に分散（無署名）
- 赤泥社短歌会 /『九州日報』大正8年3月27日（無署名）
- 川柳南五斗（なんごと）会 /『九州日報』大正14年9月28日（無署名）
- 南五斗会例会 /『九州日報』大正14年12月21日（無署名）
- 歌芳子夫人追悼川柳会 /『九州日報』昭和2年6月27日、南五斗会同人

## 全集・作品集
- 『夢野久作全集』 三一書房（全7巻） 1976‐1980年。中島河太郎・谷川健一編
- 『夢野久作著作集』 葦書房（全6巻） 1979‐2001年。西原和海編
- 『氷の涯 夢野久作傑作集』 沖積舎 1992年
- 『定本 夢野久作全集』 国書刊行会（全8巻） 2016 - 2022年。西原和海・川崎賢子・沢田安史・谷口基編
- 『日本探偵小説全集4 夢野久作集』 東京創元社〈創元推理文庫〉 1984年。以下は文庫判
- 『夢野久作全集』 筑摩書房〈ちくま文庫〉（全11巻） 1991‐1992年
- 『少女地獄 夢野久作傑作集』 創元推理文庫 2016年
- 『死後の恋 夢野久作傑作選』 新潮文庫 2016年。日下三蔵編
- 『夢Ｑ夢魔物語 夢野久作怪異小品集』 平凡社ライブラリー 2017年。東雅夫編

## 海外への翻訳
英語
- The Spirit Drum（あやかしの鼓）J.D. Wisgo訳[33]
- Bottled Hell（瓶詰地獄）Kindle版[34]
- Love After Death（死後の恋）（日本文学英訳アンソロジー『Modanizumu: Modernist Fiction from Japan, 1913-1938』［2008年2月］に収録）[31]
- Dogra Magra（ドグラ・マグラ）Kindle版[35]

フランス語
- Dogra Magra（ドグラ・マグラ）ペーパーバック
- L'Enfer en Bouteille suivi de Amour Posthume(瓶詰地獄)Sophie Bescond訳 Kindle版[36]

ドイツ語
- Ball der Süßigkeiten（お菓子の大舞踏会）Michael Schwahn訳 Kindle版

スペイン語
- El tambor encantado（あやかしの鼓）Marta Gallego訳 Kindle版[37]

ロシア語
- Догра Магра（ドグラ・マグラ）スラショーワ・アンナ訳[38] ISBN 978-5-6045343-8-0

韓国語
- 도구라마구라 上（ドグラ・マグラ 上）이동민訳[39]
- 도구라마구라 下（ドグラ・マグラ 下）이동민訳[40]
- 소녀지옥(少女地獄)[41] 최고은訳 2011年03月15日 9788926770177

中国語
- 脑髓地狱（ドグラ・マグラ）詹慕如訳 江苏凤凰文艺出版社 2019-01-01 ISBN 9787559421241[42]
- 日本推理小说四大奇书之一：脑髓地狱 刘剑訳 天津人民出版社 2018-08-01 ISBN 9787201138183

## 関連史料
- 夢野久作が江戸川乱歩と面会した時のことを記した全集未収録の草稿が存在する。乱歩への敬意と感謝が表されている[43]。
- 2014年、夢野久作が父親の葬儀のために福岡に戻った際（1935年）の様子を撮影したモノクロ動画が発見された[44]。この映像は、出身地の福岡市にある「立石ガクブチ店」で、2015年11月22日から28日まで開催された「夢野久作の童話展」で公開された[45]。
- 久作の遺品から『ドグラ・マグラ』に登場する時計が発見された[46]。
- 筑前町立大刀洗平和記念館（福岡県筑前町）で夢野久作ら杉山四代を紹介する記念展が開催された[47]。
- 佐左木俊郎宛の未発表の書簡二通が仙台文学館にて発見された。一通目は、昭和7年3月23日付便箋二枚、二通目は、同年4月12日消印13枚[48]。